# Phillip Rhys Chaudhary
Philippe Chaudhary (14 de junio de 1972), conocido artísticamente como Phillip Rhys Chaudhary, es un actor y director británico. Es conocido por interpretar a Proto Zoa en Zenon: La chica del Siglo XXI y Zenon: La secuela.
Chaudhary nació en Londres, hijo de Gisele Klotza. Su padre era un punyabí nacido en Uganda.
Está casado con Helen Hamber Rhys, diseñadora de vestuario y estilista. Tienen un hijo.

## Filmografía

### Cine
| Año  | Título                                            | Rol       | Notas |
| ---- | ------------------------------------------------- | --------- | ----- |
| 1999 | Zenon: La chica del Siglo XXI                     | Proto Zoa |       |
| 2001 | Zenon: La secuela                                 | Proto Zoa |       |
| 2011 | Las aventuras de Tintín: El secreto del unicornio | Copiloto  |       |

### Televisión
| Año       | Título                                  | Rol            | Notas                                    |
| --------- | --------------------------------------- | -------------- | ---------------------------------------- |
| 2015      | Doctor Who                              | Ramone         | 1 episodio ("Los maridos de River Song") |
| 2018      | Nightflyers                             | Murphy         |                                          |
| 2019      | Pretty Little Liars: The Perfectionists | Michael Jalali |                                          |
| 2019–2020 | Tell Me a Story                         | Damien Hewett  |                                          |